# Cry Havoc (film)
Pour les articles homonymes, voir Cry Havoc.
Pour plus de détails, voir Fiche technique et Distribution.
Cry Havoc (typographié Cry “Havoc”) est un film dramatique américain réalisé par Richard Thorpe, adapté d'une pièce d'Allan Kenward et sorti en 1943.
Le titre provient d'une célèbre réplique du Jules César de Shakespeare : « Cry “Havoc!”, and let slip the dogs of war. » La distribution est principalement féminine, avec, dans les rôles principaux Margaret Sullavan, Ann Sothern, Joan Blondell et Fay Bainter.

## Synopsis
Le film raconte l'histoire d'un groupe d'infirmières de l'armée basées à Bataan pendant la Seconde Guerre mondiale. Au début du film, l'infirmière en chef, le lieutenant Mary Smith (Margaret Sullavan) supplie sa supérieure, le capitaine Alice Marsh (Fay Bainter) d'obtenir plus d'infirmières afin de soulager la charge de travail excessive, mais à la place d'infirmières professionnelles, on lui envoie un groupe de civiles venues de formations diverses. Elles sont inexpérimentées et n'ont pas la formation requise, et ont du mal à s'installer. Pat Conlin (Ann Sothern) se rebelle contre le caractère autoritaire du lieutenant Smith. Elles rencontrent aussi un officier de sexe masculin, le lieutenant Holt (Allan Byron), et Pat n'est pas insensible à son charme, ce qui conduit le lieutenant Smith à être jalouse, celle-ci refusant d'expliquer pourquoi elle se sent offensée par l'attitude de Pat envers lui. Pendant un raid aérien, l'une des volontaires, Sue West (Dorothy Morris), est séparée du groupe, et certaines femmes, dont sa sœur Andra (Heather Angel) vont à sa recherche. Trois jours plus tard, elle est retrouvée vivante, ayant été piégée dans une hutte, retenue avec les corps de plusieurs soldats qui furent tués durant l'attaque.
Les privations ont rapproché les femmes, qui discutent de leurs espoirs pour l'avenir. Grace (Joan Blondell), ex artiste, danse pour le groupe, pour briser la tension. Sue reste choquée après cette épreuve jusqu'à une nouvelle attaque de l'hôpital. Grace est blessée, et dans une attaque ultérieure, Connie (Ella Raines) est tuée. Une occasion se présente pour toutes ces femmes de quitter l'île, mais après une discussion collective, elles décident de rester et d'aider du mieux qu'elles peuvent. Elles apprennent que le Lieutenant Holt a été tué. Pat et le lieutenant Smith sont toutes deux choquées. Peu après, le lieutenant Smith attrape la malaria et dans son délire, révèle qu'elle fut mariée au lieutenant Holt, et qu'ils avaient gardé leur mariage secret à cause d'un règlement militaire empêchant les couples mariés de servir ensemble. Le film s'achève avec les forces armées japonaises qui encerclent l'hôpital, et les infirmières contraintes de se rendre.

## Fiche technique
- Titre original : Cry “Havoc"
- Réalisation : Richard Thorpe
- Scénario : Paul Osborn et Allan R. Kenward
- Direction artistique : Cedric Gibbons et Edwin B. Willis
- Décors : Cedric Gibbons et Edwin B. Willis
- Costumes : Irene
- Photographie : Karl Freund
- Montage :  Ralph E. Winters
- Musique :  Daniele Amfitheatrof
- Production : Edwin H. Knopf
- Société de production : MGM
- Société de distribution : MGM
- Format : Noir et blanc - 35 mm - 1,37:1 - Son mono
- Pays : États-Unis
- Langue : anglais
- Durée : 97 min
- Genre :  Drame - Film de guerre
- Date de sortie : États-Unis : 23 novembre 1943

## Distribution
- Margaret Sullavan : le lieutenant Mary Smith
- Frances Gifford : Helen Domeret
- Ann Sothern : Pat Conlin
- Diana Lewis : Nydia Joyce
- Joan Blondell : Grace Lambert
- Heather Angel : Andra West
- Fay Bainter : la capitaine Alice Marsh
- Dorothy Morris : Sue West
- Marsha Hunt : Flo Norris
- Connie Gilchrist : Sadie, la cuisinière
- Ella Raines : Connie Booth

## Autour du film
Le film fut considéré comme assez réaliste, Bataan faisant souvent la une de l'actualité à l'époque, et s'est avéré être rentable. Le scénariste, John Douglas Eames, considéra pourtant que le film était plus théâtral que cinématographique, et souligna ironiquement que « certaines des filles semblaient avoir trouvé un institut de beauté à Bataan ». Le critique et encyclopédiste du cinéma Leonard Maltin releva aussi les origines théâtrales du film, mais concède qu'elles avaient néanmoins su lui donner une « image assez honnête de la guerre ».
Alors que Robert Mitchum y fait une de ses toutes premières et très courte apparition dans le rôle d'un soldat mourant, le film marque la dernière apparition à l'écran de la brève carrière de Diana Lewis, qui se retira du cinéma après son mariage avec l'acteur William Powell.

Les principales actrices dans le film-annonce
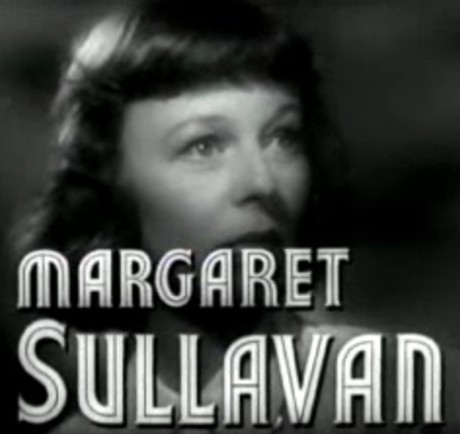
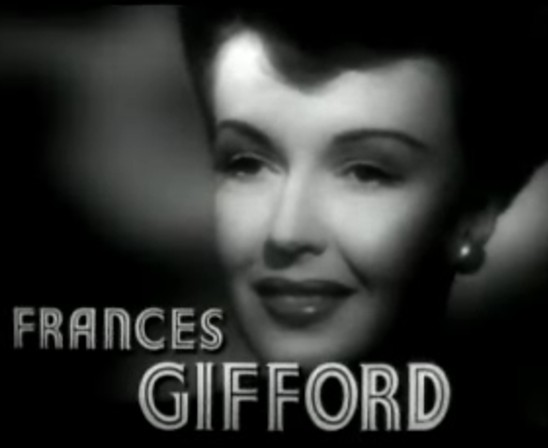
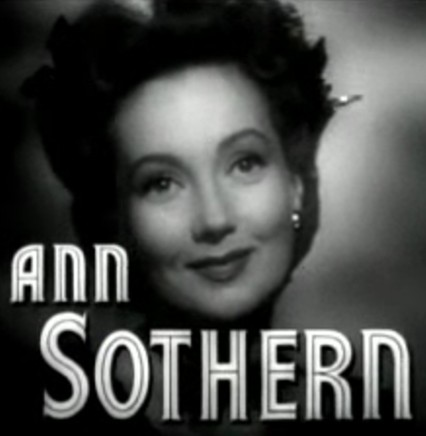
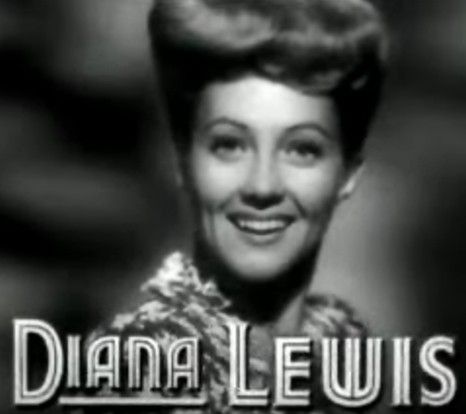
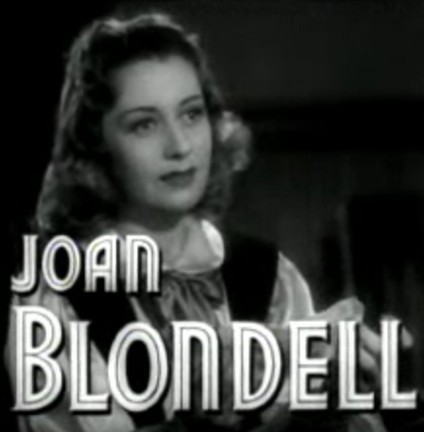
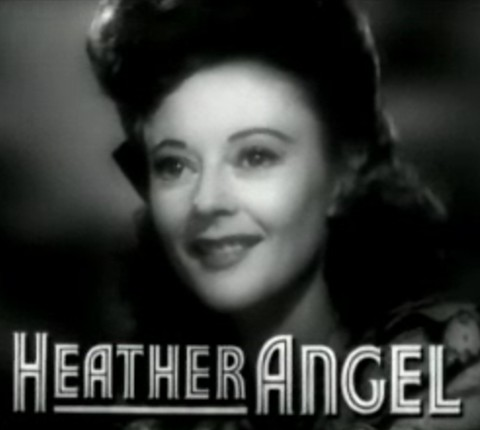
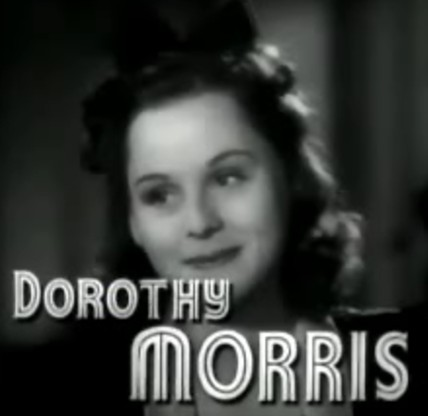
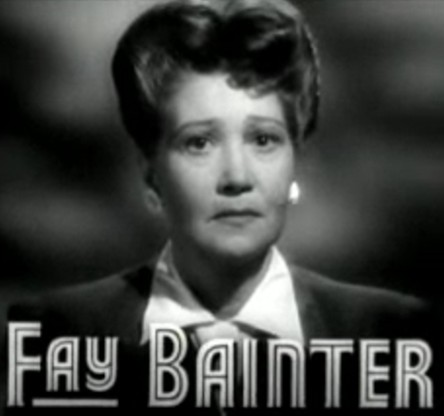
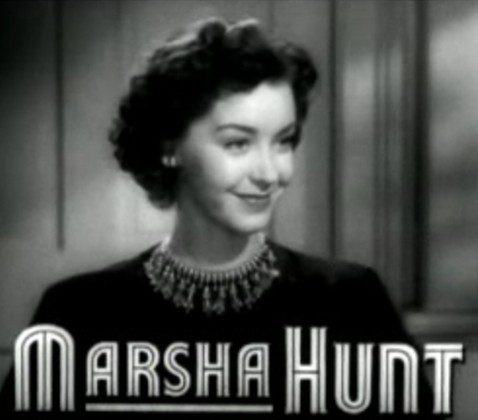
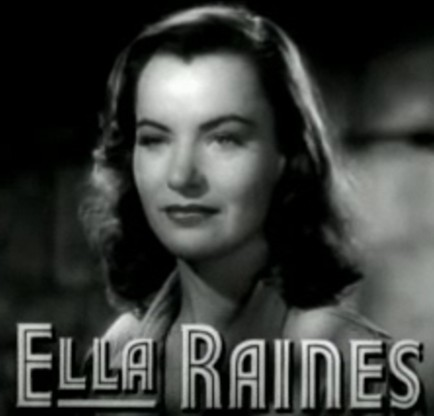
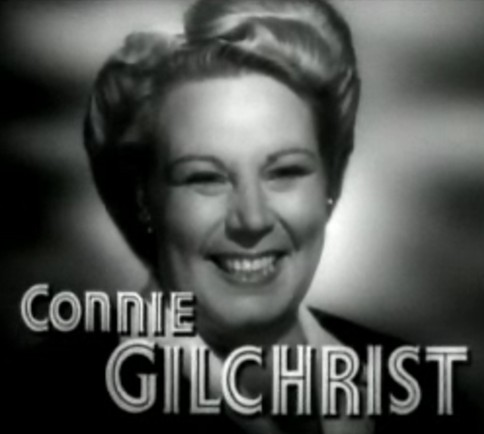